# تکفیر و تقدیس عشق
تکفیر و تقدیس عشق (ایتالیایی: Amor Sacro e Amor Profano) که با نام ونوس و عروس هم نامیده می‌شود، یک نقاشی رنگ روغن بر روی بوم اثر تیسین می‌باشد که گمان می‌رود به سفارش نیکولو اوری‌یلو کشیده شده باشد. این اثر هنری نشانگر یک عروس مزین به لباس سفید می‌باشد که در کنار وی یک کوپیدو مشهود است و تصویر ونوس که به عنوان یک شخص ایستاده، در این اثر هنری کاملاً مشخص است.

## نگارخانه

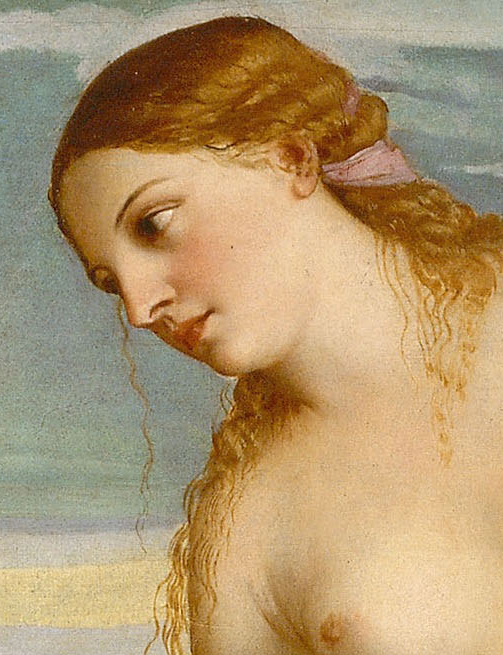